# Capitaine Orgazmo
Pour plus de détails, voir Fiche technique et Distribution.
Capitaine Orgazmo (Orgazmo) est une comédie américaine de Trey Parker, coécrite et réalisée par Trey Parker 
(l'un des créateurs de la série animée South Park), réalisée en 1997.

## Synopsis
Un mormon en tournée d'évangélisation en Californie, expert en arts martiaux, est engagé sur le tournage d'un film pornographique pour y incarner le Capitaine Orgazmo, un super-héros qui lutte contre le crime. Pour l'aider, il dispose de deux atouts : Choda Boy, son adjoint, et l'orgazmo-rayon, une arme qui provoque des orgasmes fulgurants chez ceux qu'elle atteint.

## Fiche technique
- Titre original : Orgazmo
- Titre français : Capitaine Orgazmo
- Réalisation : Trey Parker
- Décors : Mandana Yamin
- Costumes : Kristen Anacker
- Montage : Michael R. Miller & Trey Parker
- Musique : Paul Robb (en)
- Producteurs : Fran Rubel Kuzui, John Frank Rosenblum
- Pays d'origine : États-Unis
- Langue : anglais
- Genre : comédie / parodie érotique
- Interdit aux moins de 12 ans lors de sa sortie en France

## Distribution
- Trey Parker : Joe Young / Capitaine Orgazmo
- Dian Bachar : Ben Chapleski / Choda Boy
- Matt Stone : Dave
- Ron Jeremy : Clark
- Michael Dean Jacobs : Maxxx Orbison
- Robyn Lynne Raab : Lisa
- Masao Maki : G-Fresh
- Andrew Kemler : Rodgers
- John Marlo : Sancho
- Lloyd Kaufman : Le docteur (à la fin)
- Chasey Lain : Candi
- Juli Ashton : Saffi
- Shayla LaVeaux : Actrice porno grecque
- Jill Kelly : Infirmière
- Max Hardcore : Présentateur de la cérémonie de remise de récompense
- Christi Lake
- Jeanna Fine
- Davia Ardell
- Jacklyn Lick
- Melissa Hill
- Serenity
- Melissa Monet
- Barocca : Barocca, la bombe brésilienne

## Sortie
Le film a été classé NC-17 aux États-Unis, limitant son succès lors de sa sortie. En France, le film sort directement en location en vidéoclub chez l'éditeur Le Studio Canal+ en 2000 et en vente en DVD et VHS chez l'éditeur StudioCanal en 2001.